# Corydoras loretoensis
Corydoras loretoensis är en fiskart som beskrevs av Han Nijssen och Isbrücker, 1986. Corydoras loretoensis ingår i släktet Corydoras och familjen Callichthyidae. Inga underarter finns listade i Catalogue of Life.